# Кольчугинський район
Кольчугінський район (рос. Кольчугинский район) — адміністративна одиниця Росії, Владимирська область. До складу району входять 1 міське та 5 сільських поселення. Серед 143 населених пунктів 1 місто та 142 сільських населених пункти.
Адміністративний центр — місто Кольчугіно.

## Історія
Район утворений 10 квітня 1929 року в складі Александровського округу Івановської промислової області з частини території Олександрівського повіту Владимирської губернії.
З 14 серпня 1944 року у складі новоутвореної Владимирської області.
11 травня 2005 року відповідно до Закону Владимирської області № 52-ОЗ район наділений статусом муніципального району, у складі якого утворені 1 міське та 5 сільських поселень.

## Населення
| 1939    | 1970    | 1979    | 1989    | 2002    | 2009    | 2010    |
| ------- | ------- | ------- | ------- | ------- | ------- | ------- |
| 58 947  | ↗62 241 | ↘61 797 | ↗61 913 | ↘58 464 | ↘55 890 | ↗56 351 |
| 2011    | 2012    | 2013    | 2014    | 2015    | 2016    | 2017    |
| ↘56 198 | ↘55 581 | ↘54 986 | ↘54 482 | ↘54 094 | ↘53 604 | ↘53 333 |
| 2018    |         |         |         |         |         |         |
| ↘52 807 |         |         |         |         |         |         |